# Tony Dawson
Antonio Ray „Tony“ Dawson (* 25. August 1967 in Kinston (North Carolina)) ist ein ehemaliger US-amerikanischer Basketballspieler.

## Laufbahn
Dawson entstammt einer Basketballfamilie, er ist der ältere (Halb-)Bruder von Jerry Stackhouse. Im Alter von sieben Jahren erlitt Dawson schwere Bein- und Fußverletzungen, als er von einem Auto angefahren wurde. Zeitweise drohte eine Amputation, Dawson musste sich mehreren Operationen unterziehen, es blieb ein leichtes Hinken.
Er spielte als Schüler Basketball an der Kinston High School, auf Hochschulebene dann von 1985 bis 1987 am Gulf Coast Community College in Florida sowie von 1987 bis 1989 an der Florida State University. Der zweite Meter messende Flügelspieler trumpfte durch seine Korbgefährlichkeit auf, in der Saison 1987/88 erzielte er 17,9 Punkte und 1988/89 21 Punkte je Begegnung. Im Draftverfahren der NBA im Jahr 1989 entschied sich keine der Mannschaften, sich die Rechte an Dawson zu sichern.
Dawson begann seine Laufbahn als Berufsbasketballspieler in der Continental Basketball Association (CBA) in seinem Heimatland, für die Pensacola Tornados erzielte er im Spieljahr 1989/90 25,9 Punkte je Begegnung, darüber hinaus kam er auf 8,3 Rebounds pro Spiel. Im Februar 1990 wechselte er zum spanischen Erstligisten Teneriffa, für den er bis zum Ende des Spieljahres 1989/90 in 22 Einsätzen im Schnitt 25,4 Punkte verbuchte.
In der Saison 1990/91 stand Dawson wiederum in Diensten der Pensacola Tornados und erzielte einen noch höheren Punkteschnitt (30,1/Spiel) als in seinem ersten CBA-Jahr. Erneut ging er im Laufe des Spieljahres nach Europa, diesmal zum italienischen Zweitligisten Billy Desio, für den er in zehn Partien 23,6 Punkte je Begegnung erzielte. Anfang März 1991 wurde er von der NBA-Mannschaft Sacramento Kings unter Vertrag genommen und in vier Spielen eingesetzt, zehn Tage später schied Dawson aus dem Aufgebot der Kalifornier aus.
Nach einem Abstecher nach Venezuela zur Mannschaft Cocodrilos in der Sommersaison 1991 spielte Dawson 1991/92 bei Betar Tel-Aviv in Israel. Während des Sommers 1992 lief er wieder für die Cocodrilos in Venezuela auf. Im Spieljahr 1992/93 stand er erst bei den Rapid City Thrillers in der CBA unter Vertrag, ließ dort mit einem Punkteschnitt von 31,1 pro Partie aufhorchen, verstärkte dann kurzzeitig Pallacanestro Ferrara (Italien) sowie hernach im Januar 1993 den französischen Erstligisten Cholet Basket.
In der Spielzeit 1993/94 stand er in 34 Partien für den spanischen Erstligisten Joventut Badalona auf dem Feld und kam auf 12,1 Punkte/Spiel. Die Saison 1994/95 begann Dawson bei Rapid City Thriller in der CBA, es folgte der ligainterne Wechsel zu Rockford Lightning. Im Frühjahr 1995 wurde Dawson von den Boston Celtics mit einem Vertrag ausgestattet, er bestritt für die Mannschaft zwei Spiele in der NBA, im April 1995 endete die Zusammenarbeit. Danach war er wieder in Venezuela bei den Cocodrilos beschäftigt.
In den Spielzeiten 1995/96 sowie 1996/97 spielte er bei Bayer Leverkusen in der deutschen Basketball-Bundesliga. In seiner ersten Leverkusener Saison war Dawson mit 28,6 Punkten je Begegnung bester Korbschütze der Bundesliga und wurde mit den Rheinländern deutscher Meister. Allerdings wurden ihm während seiner Leverkusener Zeit teils Eigensinn und Schwächen in der Verteidigung vorgeworfen. Leverkusens damaliger Trainer Dirk Bauermann bescheinigte dem US-Amerikaner ein „unglaubliches Ego“, als Mannschaftsspieler sei dieser schwierig, gleichwohl ein „Typ“ und ein „begnadeter Spieler“ gewesen.
Nach Dawsons Zeit in Leverkusen folgten Stationen beim griechischen Verein Apollon Patras (er war 1997/98 bester Korbschütze der ersten griechischen Liga), in Italiens zweiter Liga (Scavolini Pesaro, 1998/99) sowie abermals in Griechenland (Dafni Athen, 1999). In der Saison 2000/2001 spielte Dawson zunächst bei SAV Vacallo in der Schweiz, anschließend im Libanon bei Sporting Al Ryadi Beirut. Während des Spieljahres 2001/02 stand er kurzfristig bei Ionikos N.F. Thessaloniki in Griechenland unter Vertrag, 2003/04 dann noch einmal bei Tekelspor im türkischen Istanbul.
Im Anschluss an seine Basketballlaufbahn wurde Dawson beruflich als Inhaber einer Reinigungsfirma tätig.